# لسوتو در المپیک تابستانی ۱۹۷۲
کاروان المپیکی لسوتو در بازی‌های المپیک تابستانی ۱۹۷۲ که از ۲۶ اوت تا ۱۱ سپتامبر ۱۹۷۲ در مونیخ، آلمان غربی برگزار شد، شرکت کرد. این نخستین حضور این کشور آفریقایی در رقابت‌های المپیک بود. کاروان لسوتو تنها از یک دونده سرعت به نام موتساپی موروسی تشکیل شده بود. او در دو ماده به رقابت پرداخت؛ در مرحله نخست ۱۰۰ متر حذف شد، اما در ۲۰۰ متر تا مرحله یک‌چهارم نهایی صعود کرد.

## شرکت‌کنندگان
فهرست زیر به کاروان لسوتو اشاره دارد.
| ورزش        | مردان | زنان | مجموع |
| ----------- | ----- | ---- | ----- |
| دو و میدانی | ۱     | ۰    | ۱     |
| مجموع       | ۱     | ۰    | ۱     |